# マルティン・クヌーセン
マルティン・ハンス・クリスチャン・クヌーセン（Martin Hans Christian Knudsen、1871年2月15日 - 1949年5月27日）は、デンマークの物理学者・海洋学者・地球科学者。
海水中の「塩分」を定義するなど海洋化学の分野で多くの貢献を行い、「近代海洋学の開祖」と呼ばれる。また物理学者としても希薄な気体に関する研究を行い、流体力学で用いられる無次元量のひとつであるクヌーセン数に名前を残している。

## 業績
クヌーセンは1899年、海水中の「塩分」という用語を定義し、塩分と密度の関係の研究から塩分の基準となる「標準海水」を北欧海洋研究会議で提案した。さらに続いて塩素量と水温から海水の比重や密度を計算する実験式を導いた。
この式に基づきクヌーセンはビョルン・ヘラン＝ハンセンの手助けのもと、塩素量と水温から海水の塩分・密度・比重が得られる『クヌーセン海洋調査常用表』を編纂した。これは海水の物理的性質が簡単に求められるため、海流の研究などといった海洋力学の発展に大きく貢献した。
ほかにもクヌーセンは生物の消費する酸素量についてや、海流の計算法などの研究も行った。
物理学においては、クヌーセンは希薄な気体の流れや性質に関する研究で知られる。気体の分子運動を利用するクヌーセン真空計という絶対真空計を製作したり、流体が連続体として扱えるかを示す無次元数「クヌーセン数」の定義を行った。

## 年表
- 1871年 - デンマークに生まれる。
- 1890年 - コペンハーゲン大学に進学し、物理学を学ぶ。
- 1899年 - 海水中の「塩分」を定義し、標準海水を提案。
- 1901年 - 『クヌーセン海洋調査常用表』を発表。
- 1912年 - コペンハーゲン大学物理学教授となる。（ - 1941年）
- 1927年 - コペンハーゲン大学総長となる。（ - 1928年）
- 1930年 - 海洋物理学分科会の会長となる（ - 1936年）
- 1935年 - アレキザンダー・アガシー・メダルを受賞。
- 1949年 - 死去。